# Élection présidentielle nigérienne de 2020-2021
L'élection présidentielle nigérienne de 2020-2021 se tient le 27 décembre 2020 avec un second tour le 21 février 2021 afin d'élire le président de la République du Niger. Des élections législatives ont lieu en même temps que le premier tour.
L'élection marque la première transition de pouvoir démocratique au Niger depuis son indépendance, le président Mahamadou Issoufou ne se représentant pas après deux mandats, en accord avec la limite imposée par la constitution.
Mohamed Bazoum, soutenu par le président sortant, et l'opposant Mahamane Ousmane, ancien président de 1993 à 1996, se qualifient pour le second tour, qui voit la victoire de Bazoum avec 55,67 % des suffrages.

## Contexte

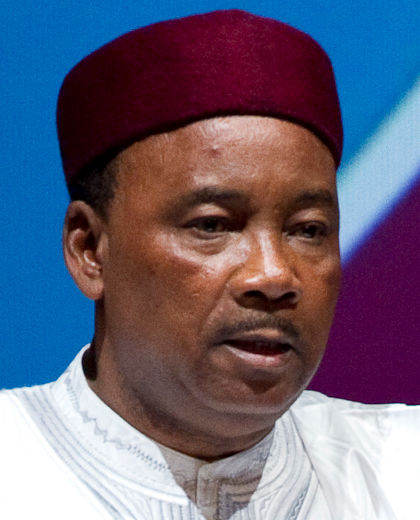
Mahamadou Issoufou

Le président Mahamadou Issoufou, du Parti nigérien pour la démocratie et le socialisme (PNDS Tarayya), n'est pas candidat à sa réélection, la constitution limitant à deux le nombre de mandat présidentiel. Le respect de cette limitation est un engagement maintes fois répété d'Issoufou, qui déclare dès 2017 « ne pas avoir cette arrogance de croire que je suis un homme providentiel irremplaçable » mais avoir au contraire pour ambition une passation de pouvoir dans le cadre d'élections libres et transparentes,.
Cette position lui vaut l'agacement de plusieurs de ses pairs africains ayant fait modifier ou ayant l'intention de modifier leur constitution pour la contourner. Début 2020, son intervention en tant que président tournant de la Communauté économique des États de l'Afrique de l'Ouest (CEDEAO) contraint ainsi le président guinéen Alpha Condé à surseoir la tenue de son référendum constitutionnel, Issoufou étant parvenu à convaincre les autres membres de l'organisation ouest-africaine de retirer sa mission d'observation, tout en multipliant les appels téléphoniques à Alpha Condé pour lui demander la révision du fichier électoral, l'inclusion de l'opposition dans le processus électoral, et la renonciation à un troisième mandat.
Le président sortant va même jusqu'à décider de désigner publiquement un « dauphin présidentiel » deux ans avant l'élection présidentielle de 2020 - en la personne de son ministre de l'Intérieur Mohamed Bazoum, un fait rarissime sur le continent. En raison de son engagement à se limiter à deux mandats, Mahamadou Issoufou est jugé susceptible de se voir attribuer le prix Mo-Ibrahim, qui récompense la bonne gouvernance et le leadership démocratique des dirigeants africains.
Ces élections arrivent dans un climat de tensions sécuritaires, sociales, sanitaires et électorales puisque le nouveau Code électoral comme le fichier électoral sont contestés, la candidature de Hama Amadou, principal leader de l’opposition a été invalidée.

## Système électoral
Le président de la république du Niger est élu au scrutin uninominal majoritaire à deux tours pour un mandat de cinq ans renouvelable une seule fois. Est élu le candidat ayant recueilli la majorité absolue des suffrages exprimés au premier tour. À défaut, un second tour est organisé entre les deux candidats arrivés en tête au premier dans les trois semaines suivant la proclamation des résultats du premier, et celui recueillant le plus de voix est déclaré élu,.

## Candidats
Un total de 41 dossiers de candidature sont déposés courant novembre 2020 au  ministère de l'Intérieur, un record pour une présidentielle au Niger.
La Cour constitutionnelle publie le 13 novembre la liste des candidats retenus. Sur les 41 dossiers de candidature initiaux, 11 sont rejetés, dont notamment celui de Hama Amadou en raison de sa condamnation à un an de prison dans une affaire de trafic de bébés, qualifiée de condamnation politique par Amadou. Arrivé troisième de la présidentielle de 2011, le chef du parti Lumana est alors considéré comme l'une des principales figures de l'opposition.
Mohamed Bazoum apparait comme le grand favori du scrutin. Agé de soixante ans, il est ministre à plusieurs reprises sous le gouvernement sortant, notamment aux Affaires étrangères puis à l'Intérieur, avant de devenir le dauphin officiel de Mahamadou Issoufou. Bazoum porte ainsi le bilan de son prédécesseur, dont il est un ami de longue date. Son action à la tête de la sécurité intérieure au cours de laquelle ont lieu plusieurs arrestations de militants de différentes associations lors de manifestations lui vaut l'inimitié de la société civile, perçue par le ministre comme une opposition déguisée,. La victoire probable de Bazoum dans la campagne malgré son appartenance à une ethnie ultra-minoritaire au Niger, les Oulad Souleymane — principalement présents en Libye —, est perçu comme un signe d'une bonne santé de la vie politique nigérienne, qui se détacherais d'un vote à prédominance communautaire auquel le pays était jusque là habitué. Bazoum ne bénéficie ainsi d'aucun fief électoral « naturel » acquis à sa candidature. Cette appartenance ethnique n'est cependant pas dépourvue de polémique identitaire, une partie de l'opposition l'utilisant pour jeter le doute sur la légitimité, voire la légalité, de sa candidature en faisant courir le bruit qu'il serait né à l'étranger, appelant les électeurs à ne pas élire un « président libyen » et à « ne pas choisir un blanc », en référence à son teint relativement clair. Cet argument identitaire, dénoué de fondement, est alors commun dans la région, ayant notamment déjà été utilisé par le passé contre son principal opposant, Mahamane Ousmane.
Premier président élu démocratiquement en 1993, Mahamane Ousmane s'est présenté sans succès à toutes les élections présidentielles depuis son renversement par un coup d'État militaire mené trois ans plus tard par le colonel Ibrahim Baré Maïnassara au terme d'une période de tensions sociales,.

## Résultats

### Résultats nationaux
| Candidats                | Candidats                 | Partis                   | Premier tour | Premier tour | Second tour | Second tour |
| Candidats                | Candidats                 | Partis                   | Voix         | %            | Voix        | %           |
| ------------------------ | ------------------------- | ------------------------ | ------------ | ------------ | ----------- | ----------- |
|                          | Mohamed Bazoum            | PNDS                     | 1 879 629    | 39,30        | 2 490 049   | 55,67       |
|                          | Mahamane Ousmane          | RDR                      | 812 412      | 16,98        | 1 983 072   | 44,33       |
|                          | Seyni Oumarou             | MNSD                     | 428 083      | 8,95         |             |             |
|                          | Albadé Abouba             | MPR                      | 338 511      | 7,07         |             |             |
|                          | Ibrahim Yacouba           | MPN                      | 257 302      | 5,38         |             |             |
|                          | Salou Djibo               | PJP                      | 142 747      | 2,98         |             |             |
|                          | Oumarou Malam Alma        | RPP                      | 118 259      | 2,47         |             |             |
|                          | Hassane Baraze Moussa     | ANDP                     | 114 965      | 2,40         |             |             |
|                          | Omar Hamidou Tchana       | AMEN                     | 76 368       | 1,59         |             |             |
|                          | Amadou Ousmane            | ADEN                     | 63 396       | 1,32         |             |             |
|                          | Souleymane Garba          | PNC                      | 61 158       | 1,27         |             |             |
|                          | Idi Ango Ousmane          | ADR                      | 56 100       | 1,17         |             |             |
|                          | Nayoussa Nassirou         | CDPS                     | 41 697       | 0,87         |             |             |
|                          | Ibrahim Gado              | CRPD                     | 39 319       | 0,82         |             |             |
|                          | Mounkaila Issa            | RNDP                     | 38 604       | 0,80         |             |             |
|                          | Hamidou Mamadou Abdou     | RANAA                    | 35 934       | 0,75         |             |             |
|                          | Intinicar Alhassane       | PNPD                     | 30 995       | 0,64         |             |             |
|                          | Abdoul Kadri Alpha        | GGZ                      | 28 910       | 0,60         |             |             |
|                          | Kane Habibou              | SDR                      | 27 162       | 0,56         |             |             |
|                          | Abdourahamane Oumarou     | UNPP                     | 20 488       | 0,42         |             |             |
|                          | Moustapha Moustapha       | PRPN                     | 20 365       | 0,42         |             |             |
|                          | Amadou Saidou             | Ind.                     | 20 156       | 0,42         |             |             |
|                          | Mahaman Hamissou Moumouni | PJD                      | 18 585       | 0,38         |             |             |
|                          | Djibril Mainassara        | UDFP                     | 17 233       | 0,36         |             |             |
|                          | Sagbo Adolphe             | PS                       | 17 060       | 0,35         |             |             |
|                          | Idrissa Issoufou          | MCD                      | 16 995       | 0,35         |             |             |
|                          | Amadou Cissé              | UDR                      | 16 835       | 0,35         |             |             |
|                          | Mamadou Doulla            | RSP                      | 16 768       | 0,35         |             |             |
|                          | Abdallah Souleymane       | NIGERENA                 | 14 282       | 0,29         |             |             |
|                          | Ismael Ide                | FANN                     | 12 062       | 0,25         |             |             |
|                          |                           |                          |              |              |             |             |
| Votes valides            | Votes valides             | Votes valides            | 4 782 380    | 92,16        | 4 473 121   | 95,48       |
| Votes blancs et nuls     | Votes blancs et nuls      | Votes blancs et nuls     | 406 752      | 7,84         | 211 658     | 4,52        |
| Total                    | Total                     | Total                    | 5 189 132    | 100          | 4 684 779   | 100         |
| Abstention               | Abstention                | Abstention               | 2 257 424    | 30,32        | 2 761 777   | 37,09       |
| Inscrits / participation | Inscrits / participation  | Inscrits / participation | 7 446 556    | 69,68        | 7 446 556   | 62,91       |

 Représentation des résultats du second tour :
| Mohamed Bazoum (55,67 %) |  |  | Mahamane Ousmane (44,33 %) |
| ▲                        |  |  |                            |
| Majorité absolue         |  |  |                            |

### Résultats régionaux

Pourcentage des suffrages obtenus par Mohamed Bazoum au tour.

| Département | Mohamed Bazoum | Mohamed Bazoum | Mahamane Ousmane | Mahamane Ousmane |
| Département | Voix           | %              | Voix             | %                |
| ----------- | -------------- | -------------- | ---------------- | ---------------- |
| Agadez      | 134 348        | 77,45          | 39 111           | 22,55            |
| Diffa       | 97 657         | 66,68          | 48 802           | 33,32            |
| Dosso       | 206 713        | 41,92          | 286 395          | 58,08            |
| Maradi      | 463 898        | 54,48          | 387 615          | 45,52            |
| Niamey      | 58 446         | 21,84          | 209 103          | 78,16            |
| Tahoua      | 912 274        | 87,68          | 128 153          | 12,32            |
| Tillabéri   | 187 874        | 29,63          | 446 160          | 70,37            |
| Zinder      | 440 249        | 49,99          | 440 397          | 50,01            |
| Total       | 2 501 459      | 55,75          | 1 985 736        | 44,25            |

## Analyse
Le premier tour se déroule dans le calmeet avec un engouement particulièrement important des électeurs qui ont été 69,67% à voter, une participation bien supérieure qu'aux élections précédentes de 2011 et 2016 ayant connu respectivement un taux de participation de 66,75% et 52,83% au premier tour. Mohamed Bazoum et Mahamane Ousmane se qualifient pour le second tour organisé le 21 février 2021, après la validation le 30 janvier des résultats du premier tour par la Cour constitutionnelle, ouvrant le lendemain la période officielle de campagne pour le second. 
Dès le premier tour, de graves cas de fraudes et un manque d'organisation ont été recensés par l'Observatoire du Processus Électoral (OPELE) dans son rapport rédigé en partenariat avec le ROTAB et Tournons La Page : "Niger, double scrutin du 27 décembre 2020 : manipulation massive et multiforme du vote". Dans ce dernier, les rédacteurs expliquent comment ces manquements ont "impacté négativement la crédibilité, la transparence et la régularité du scrutin et ont, sans aucun doute, affecté les résultats des élections". Les organisations ont annoncé avoir déposé des plaintes auprès de la Haute Autorité de Lutte contre la Corruption et les Infraction Assimilées (HALCIA) contre les cas de corruption observés.
Les deux candidats ne démarrent réellement leur campagne que le 7 février suivant en entamant une série de meetings dans les chefs lieux des huit régions que comporte le Niger. Le candidat du gouvernement sortant, Mohamed Bazoum, réunit entre-temps les ralliements de Seyni Oumarou et d'Albadé Abouba, arrivé respectivement troisième et quatrième de premier tour, ainsi que d'Alma Oumarou, Moussa Hassane Barazé, Amadou Ousmane, Garba Souleymane, Nassirou Nayoussa, Gado Ibrahim, Issa Mounkaila, Alhassane Intinicar, Issoufou Idrissa, Talata Doulla Mamadou et Souleymane Abdallah. Des ralliements qui font de Bazoum le favori du second tour en totalisant un peu plus de deux tiers des voix potentielles, Mahamane Ousmane recevant les soutiens des autres candidats.
Un débat télévisé attendu entre les deux hommes n'a finalement pas lieu, Ousmane refusant d'affronter Bazoum, jugé excellent orateur.
Mohamed Bazoum l'emporte finalement au second tour avec 55 % des suffrages, pour un taux de participation de près de 63 % des inscrits,.
L'OPELE et ses partenaires qui ont également observé le deuxième tour des élections publie un nouveau rapport début mars à la suite du deuxième tour : « Niger, deuxième tour des élections présidentielles,entre violences et vol de voix : un hold-up électoral ? ». Il y ont relevé des cas de fraudes et de violences plus graves que lors du premier tour avec notamment la mort de 8 membres de la Commission Électorales Nationale Indépendante (CENI). "Dans certaines communes des régions d'Agadez et de Tahoua, les délégués de l'opposition ont été menacés et chassés, parfois avec violence et armes à feu, en violation du principe de représentation des partis politiques au sein des bureaux de vote. Dans ces mêmes régions, les communes affichent des taux de participation hors norme allant jusqu'à 103,07% dans la commune de Timia."

## Contestation
L'opposition rejette les résultats du scrutin. Le 25 février 2021 le domicile à Niamey du journaliste Moussa Kaka, correspondant de Radio France internationale, est vandalisé et incendié après la contestation des résultats par Mahamane Ousmane et l'opposant Amadou Hama, qui n’avait pas pu se présenter à la présidentielle à cause d’une condamnation en justice.
En mars 2021, l'Observatoire du Processus Électoral appelle la Cour constitutionnelle à vérifier les résultats et à ne pas comptabiliser les bureaux de vote où les fraudes ont été avérées. 
Le 21 mars 2021, la Cour constitutionnelle déclare Mohamed Bazoum élu président du Niger. Son investiture a lieu le 2 avril,.

## Suites

### Issoufou
Mahamadou Issoufou reçoit en mars 2021 le prix Mo-Ibrahim, qui récompense la bonne gouvernance et le leadership démocratique des dirigeants africains. Selon le comité le décernant, le chef de l'État s'est « distingué par ses efforts pour améliorer le développement économique de son pays, tout en œuvrant pour la stabilité régionale. ». Sa volonté de ne pas se représenter pour un troisième mandat est également jugée déterminante. Le prix n'avait pas été décerné depuis 2017, faute de candidat remplissant les critères.

### Bazoum
La victoire du candidat du Parti nigérien pour la démocratie et le socialisme à la présidentielle est assortie de celle du parti au législatives, où le PNDS conserve la majorité relative des sièges. 
Une tentative de putsch est déjouée dans la nuit du 30 au 31 mars 2021 lorsque des militaires tentent sans succès de prendre le palais présidentiel avant la prise de fonction du nouveau président.
Bazoum étant d'origine arabe, le Premier ministre Brigi Rafini, d'origine touareg, laisse sa place à un membre l’une des deux ethnies majoritaires, les Haoussas et les Djermas, d'origine subsahariennes, lors de la formation du gouvernement. Cette dernière intervient dans la foulée de l'investiture du nouveau chef de l'état le 2 avril. Si le PNDS s'y taille la part du lion, plusieurs postes reviennent à des partis tiers en retour de leur ralliement en faveur de Bazoum au second tour de la présidentielle, dont notamment le Mouvement Patriotique pour la république d'Albadé Abouba ainsi que le Mouvement national pour la société du développement de Seyni Oumarou, qui se voit par ailleurs confié la présidence de l'assemblée.
Le 26 juillet 2023, Bazoum est victime d'une seconde tentative de coup d’État, qui aboutit cette fois-ci à son départ du pouvoir.